# Wilhelm (Lüneburg)
Wilhelm (ur. ok. 1300, zm. 23 listopada 1369) – książę Lüneburga od 1330 r. z dynastii Welfów.

## Życiorys
Wilhelm był jednym z młodszych synów księcia lüneburskiego Ottona II Surowego oraz Matyldy, córki księcia bawarskiego Ludwika II. Już w 1315 r. jego ojciec wyznaczył go na swojego następcę wraz z jednym ze starszych braci, Ottonem III (który został dopuszczony do współrządów już w 1314 r.) – pozostali bracia mieli wybrać karierę duchowną. Po śmierci ojca w 1330 r. Otto i Wilhelm wbrew jego woli nie podzielili księstwa i objęli rządy wspólnie. Faktycznie przewagę miał starszy Otto, a samo księstwo przeżywało okres spokoju i dobrobytu. Książęta dokonywali także licznych nabytków terytorialnych, głównie drogą zakupu. W 1352 zmarł Otto (nie pozostawiając syna) i Wilhelm objął rządy samodzielne, kontynuując dotychczasową politykę. W latach 1359–1361 toczył spór z księciem Saksonii-Lauenburg Erykiem I, po którego śmierci zajął część spornego terytorium, a wkrótce potem ożenił się z córką jego następcy, Eryka II (było to jego już czwarte małżeństwo, poprzednie trzy żony zmarły).
W tym okresie już zmartwieniem Wilhelma była sukcesja po jego śmierci, wobec zaawansowanego wieku i braku męskiego potomka. Jednym z kandydatów był jego wnuk (po córce Elżbiecie), pochodzący z rodu książąt Saksonii-Wittenbergi Albrecht, jednak jego następstwo stało w sprzeczności z układem dynastycznym Welfów z 1235 r. (potwierdzonym układem podpisanym przez ojca Wilhelma w 1322 r.), zgodnie z którym następstwo w linii żeńskiej było wykluczone dopóki żyli męscy przedstawiciele dynastii (a takimi byli kuzyni Wilhelma, książęta Brunszwika). Ostatecznie w 1355 r. Wilhelm zawarł układ ze swym kuzynem, księciem Brunszwiku Magnusem I Pobożnym, zgodnie z którym następcą Wilhelma w Lüneburgu miał być młodszy syn Magnusa, Ludwik, który zaręczył się z drugą córką Wilhelma, Matyldą (papieska dyspensa na małżeństwo została wydana w 1359 r.), i który miał być dopuszczony przez Wilhelma do rządów. Jednak do czasu osiągnięcia przezeń wieku 30 lat jego najważniejsze decyzje miały być potwierdzane przez kilkunastoosobową radę złożoną z przedstawicieli rycerstwa, urzędników i największych miast księstwa.
Te postanowienia o dziedziczeniu w Lüneburgu spotkały się ze sprzeciwem książąt saskich, którzy sprzymierzyli się z cesarzem Karolem IV Luksemburskim. Pretensje zgłaszał też Otto, hrabia Waldeck, mąż jedynej córki zmarłego wcześniej Wilhelmowego brata Ottona III – sąd cesarski przyznał mu za to ogromną kwotę odszkodowania, której zapłacenia Wilhelm odmówił. Tymczasem w 1367 przeznaczony na następcę Wilhelma Ludwik zmarł, wówczas ten pierwszy na swojego dziedzica wyznaczył starszego syna Magnusa I Pobożnego z Brunszwiku: Magnusa II Młodszego. Toczący się wciąż o sukcesję po śmierci Wilhelma w końcu 1369 r. przerodził się w długotrwałą wojnę o tron w Lüneburgu między Magnusem i jego synami z jednej strony a księciem Albrechtem saskim i jego krewnymi z drugiej.

## Potomkowie
Wilhelm był czterokrotnie żonaty: z Jadwigą, córką hrabiego Ravensbergu Ottona IV; z Marią (nieznanego dzisiaj pochodzenia); Z Zofią, córką księcia Anhalt-Bernburg Bernarda III; z Agnieszką, córką księcia Saksonii-Lauenburg Eryka II. Z tych czterech małżeństw nie doczekał się syna, a jedynie dwóch córek (z pierwszego lub z pierwszego i drugiego małżeństwa):
- Elżbieta (zm. 1384), żona Ottona z rodu książąt saskich (z tego małżeństwa pochodził Albrecht, późniejszy pretendent do tronu w Lüneburgu), a następnie Mikołaja z rodu hrabiów Holsztynu;
- Matylda (zm. 1410), żona Ludwika, młodszego syna księcia Brunszwiku Magnusa I Pobożnego, a następnie Ottona z rodu hrabiów Holsztyna.